# Wiktor Chabel
Wiktor Chabel, född 23 november 1985, är en polsk roddare.
Chabel tävlade för Polen vid olympiska sommarspelen 2016 i Rio de Janeiro, där han slutade på 4:e plats i scullerfyra. Övriga i roddarlaget var Mateusz Biskup, Dariusz Radosz och Mirosław Ziętarski.
Vid olympiska sommarspelen 2020 i Tokyo slutade Chabel på 4:e plats tillsammans med Dominik Czaja, Szymon Posnik och Fabian Baranski i scullerfyra.